# Via Saragozza
La Via Saragozza est l'une des rues principales du centre de Bologne.

## Nom
Pendant longtemps, on a pensé que le nom était lié à la ville espagnole de Saragosse, ou à la présence du Collège royal d'Espagne le long de la route.
Déjà en 1118, on trouve des traces de ce qu'on appelle « l'acte de manumission à Saragosse » (c'est-à-dire de libération) d'un serviteur.
L'origine du nom est donc incertaine, mais la théorie la plus fiable la relie au développement du nom de la ville espagnole, qui est né du toponyme latin Cesaraugusta. Cette théorie est due au fait que déjà au XVIe siècle, le long de l'actuelle Via Saragozza, on a découvert des vestiges de thermes de l'époque d'Auguste.
Le nom original de la rue était Strada Saragozza et il resta en usage jusqu'à la réforme toponymique de 1873, qui changea le nom en celui actuel.

## Description
La Via Saragozza commence au carrefour avec la Via Urbana et la Via Belfiore et s'étend dans le centre historique jusqu'à la porte du même nom. Plus tard, la partie extérieure des murs a également été créée, qui mène à l'Arco del Meloncello. Dans ce dernier tronçon, la route est bordée par la partie initiale du portique de San Luca qui, à hauteur de Meloncello, bifurque de la via Saragozza pour monter au Sanctuaire de la Madonna di San Luca.
À l'intérieur des murs se trouvent quelques bâtiments remarquables, notamment le Palais Albergati, l'église Santa Maria delle Muratelle et le Phalanstère.

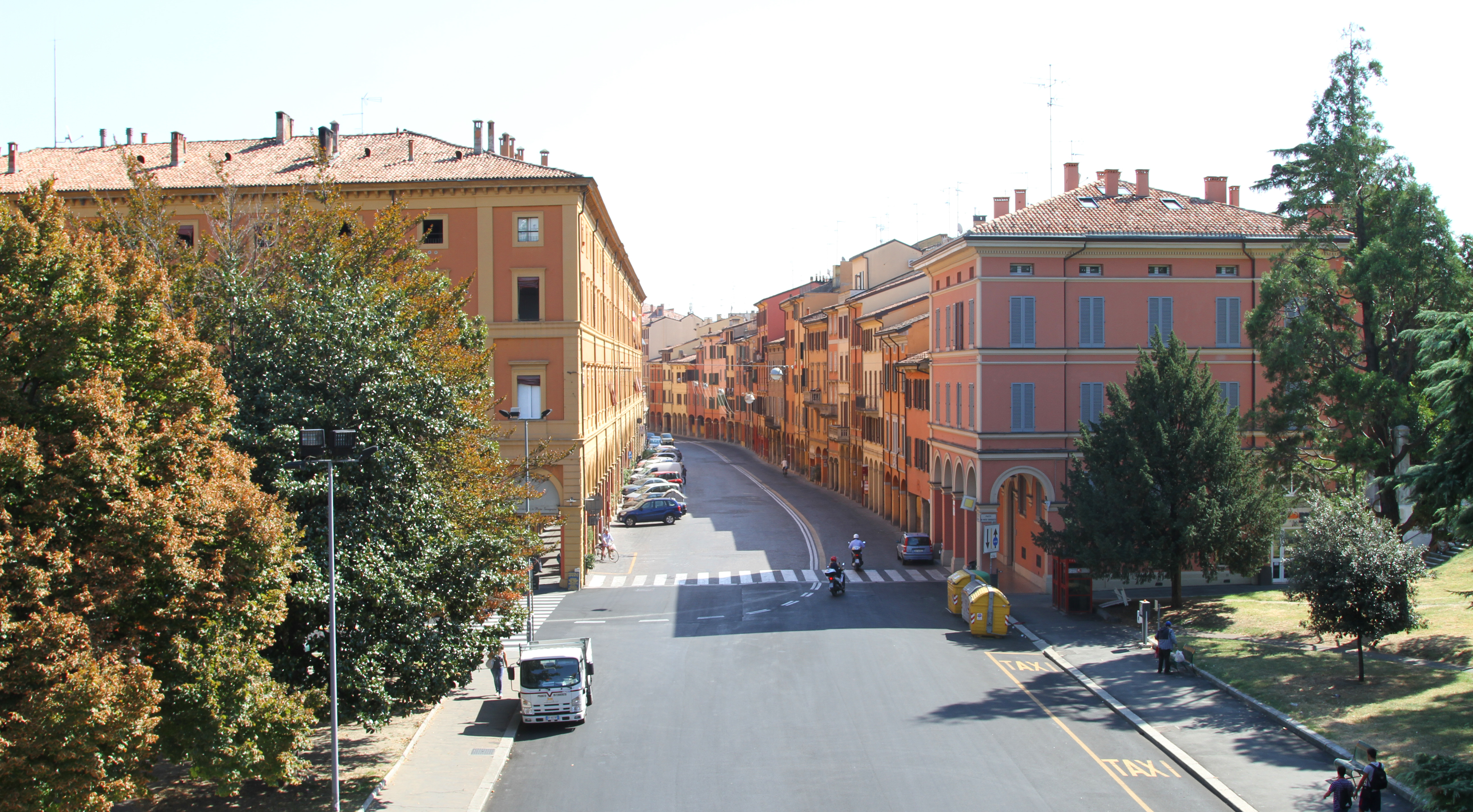
Via Saragozza, à l'intérieur de la porte.
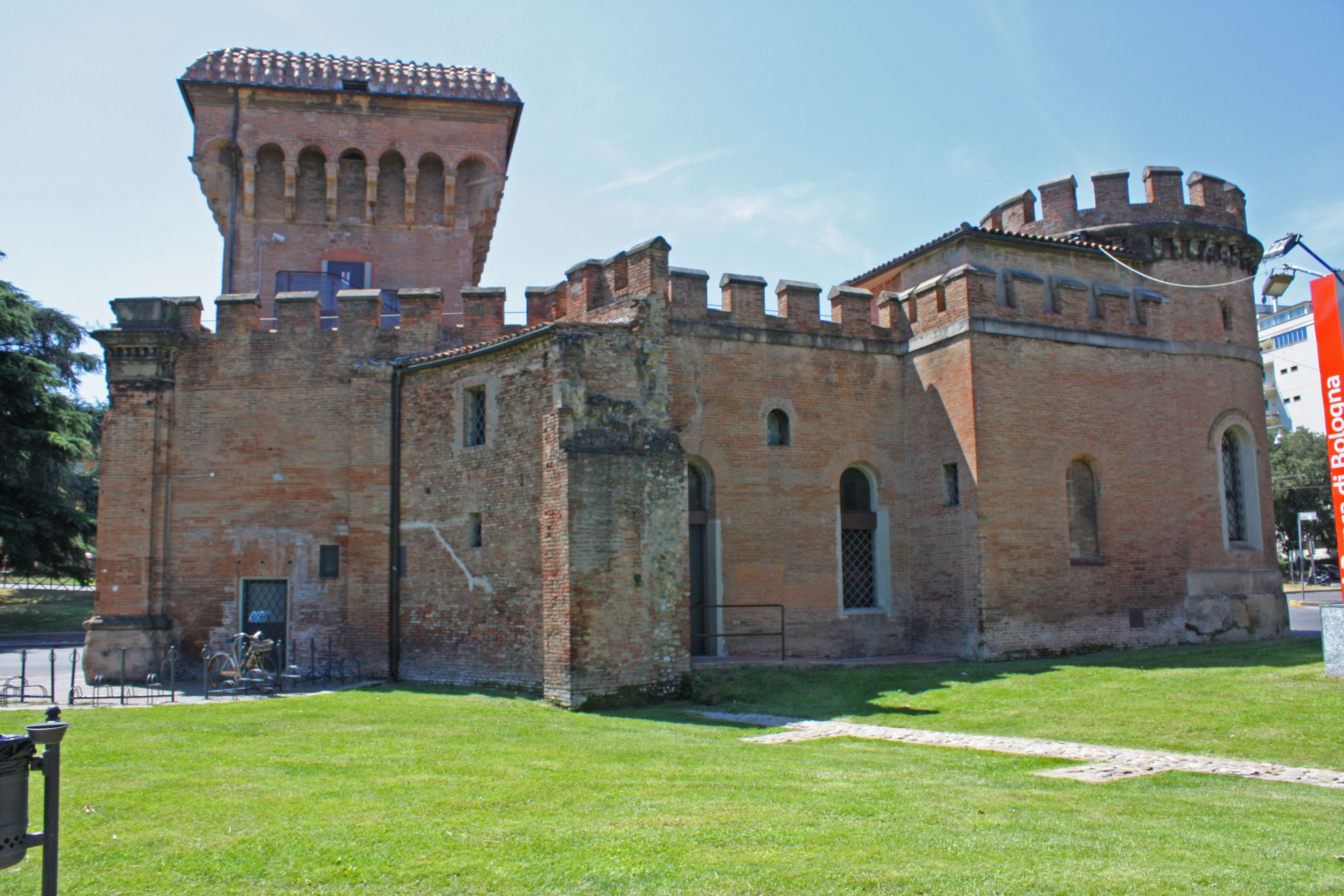
Porte de Saragosse.
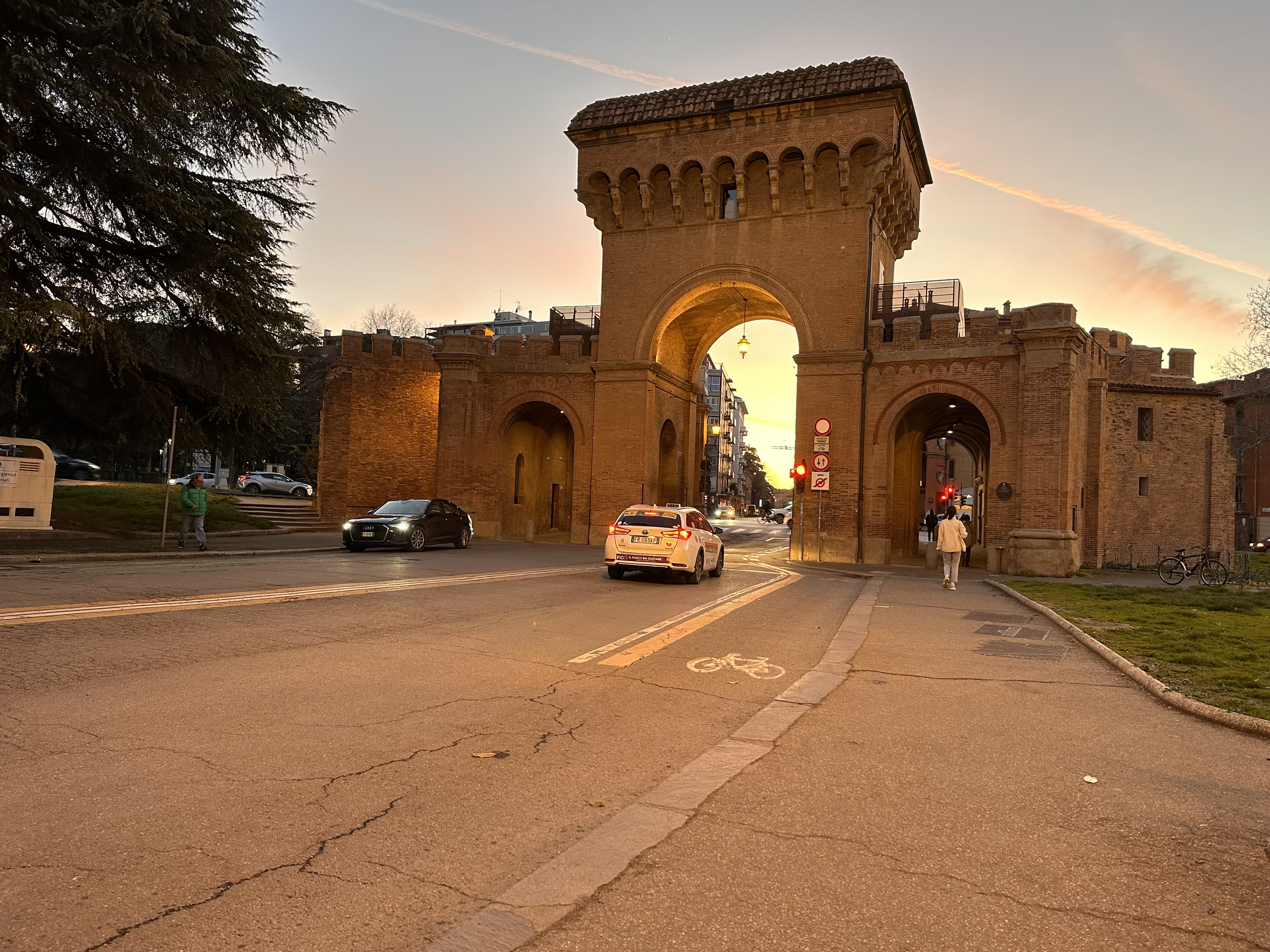
Porta et Via Saragozza.